# Reeves (Luisiana)
Reeves es una villa ubicada en la parroquia de Allen en el estado estadounidense de Luisiana. En el Censo de 2010 tenía una población de 232 habitantes y una densidad poblacional de 37,01 personas por km².

## Geografía
Reeves se encuentra ubicada en las coordenadas 30°31′18″N 93°2′11″O / 30.52167, -93.03639. Según la Oficina del Censo de los Estados Unidos, Reeves tiene una superficie total de 6.27 km², de la cual 6.26 km² corresponden a tierra firme y (0.12%) 0.01 km² es agua.

## Demografía
Según el censo de 2010, había 232 personas residiendo en Reeves. La densidad de población era de 37,01 hab./km². De los 232 habitantes, Reeves estaba compuesto por el 94.4% blancos, el 0% eran afroamericanos, el 4.74% eran amerindios, el 0% eran asiáticos, el 0% eran isleños del Pacífico, el 0% eran de otras razas y el 0.86% pertenecían a dos o más razas. Del total de la población el 0% eran hispanos o latinos de cualquier raza.